# 长管腔吻鳕
长管腔吻鳕（学名：Coelorhynchus longissimus）为輻鰭魚綱鱈形目鼠尾鳕科腔吻鳕属的鱼类。分布于日本南部骏河湾以南到九州宫崎及琉球群岛等处以及东海等海域，属于太平洋西北部水深约250-450米的底层鱼类。该物种的模式产地在Kumano-Nada。